# Outbreak
Outbreak is een Amerikaanse rampenfilm uit 1995. De film werd geregisseerd door Wolfgang Petersen, die bekend is van onder andere Das Boot, Troy en The Perfect Storm. 

## Verhaal
Sam Daniels, militair virusspecialist, ontdekt een aan ebola verwant onbekend dodelijk virus. Het virus heeft zijn weg weten te vinden naar de Verenigde Staten via een aap uit Zaïre. Het virus, dat zich via de lucht verspreidt, is dan al verantwoordelijk voor de gruwelijke dood van de bevolking van een heel dorp. 
Ondanks pogingen het virus te isoleren, komt de gevaarlijke ziekte in de Verenigde Staten terecht. Hij wil maatregelen nemen om een epidemie tegen te gaan, maar wordt om geheimzinnige redenen tegengewerkt door zijn superieuren. Voor Sam Daniels en zijn ex-vrouw Robby, ook een virologe, breekt er een wedloop tegen de klok aan om het virus te isoleren, de paniek onder controle te brengen en de oorspronkelijke gastheer te vinden. Zonder de drager is het namelijk onmogelijk een vaccin tegen de dodelijke ziekte te ontwikkelen.

## Rolverdeling
| Acteur             | Personage                  |
| ------------------ | -------------------------- |
| Dustin Hoffman     | Sam Daniels                |
| Rene Russo         | Robby Keough               |
| Morgan Freeman     | Generaal Billy Ford        |
| Kevin Spacey       | Casey Schuler              |
| Cuba Gooding jr.   | Majoor Salt                |
| Donald Sutherland  | Generaal Donald McClintock |
| Patrick Dempsey    | Jimbo Scott                |
| Zakes Mokae        | Dr. Benjamin Iwabi         |
| Malick Bowens      | Dr. Raswani                |
| Susan Lee Hoffman  | Dr. Lisa Aronson           |
| Benito Martinez    | Dr. Julia Ruiz             |
| Bruce Jarchow      | Dr. Mascelli               |
| Leland Hayward III | Henry Seward               |
| Daniel Chodos      | Rudy Alvarez               |
| Dale Dye           | Kolonel Briggs             |

## Prijzen
- 1995: NYFCC Award – „Best Supporting Actor“ (Kevin Spacey)
- 1996: ASCAP Award – „Top Box Office Films“ (James Newton Howard)